# 熊谷守一つけち記念館
熊谷守一つけち記念館（くまがいもりかずつけちきねんかん）は、岐阜県中津川市付知町にある美術館である。
2015年9月、熊谷守一の生まれ故郷の恵那郡付知村（現 中津川市付知町）に、熊谷守一作品の収集家である小南佐年が私財を投じて設立した。開館に伴い、同市町内にて1976年より運営されてきた熊谷守一記念館（現 熊谷榧つけちギャラリー）が所蔵する熊谷作品は、熊谷守一つけち記念館へ寄託された。
岐阜県まちかど美術館・博物館に登録されている。

## 主な収蔵作品

### 油彩画
- 「椿」 1965
- 「百日草」 1958
- 「泉」 1969
- 「月夜」 1967

　など120点以上収蔵

### 墨彩画
- 「猫」 制作年代不詳

　など50点以上収蔵

### 遺品
500点以上収蔵

## 利用情報
- 開館時間 ： 10:00 - 17:00（入館は16:30まで）
- 休館日 ： 月曜日（月曜が祝日の場合はその翌日）、年末年始、展示替期間
- 入場料 ： 一般700円　団体10名以上は100円引き　中学生以下、心身に障がいのある方と付添者1名は無料

## 交通

### 公共交通機関
- JR中央本線中津川駅下車、北恵那交通バス付知峡線加子母総合事務所行き、下付知バス停下車徒歩2分

### 自動車
- 自動車 中央自動車道中津川ICより国道257号・国道256号経由で約45分